# Inspektionstechnologie für Fremdkörperdetektion
Bei der Inspektionstechnologie für Fremdkörperdetektion handelt es sich um eine Technik, die es ermöglicht, in verschiedenen Lebensmitteln, aber auch anderen Produkten wie Kunststoffe, Holz oder Textilien nach Fremdkörpern zu suchen, die im eigentlichen Produkt nicht vorkommen sollten.

## Anwendung in der Lebensmittelindustrie
Am häufigsten wird diese Technologie in der Lebensmittelindustrie verwendet.
Bevor die verpackten Produkte den Herstellerbetrieb verlassen, werden sie technisch durchleuchtet, um sicherzustellen, dass sich keine Fremdkörper wie Metalle, Glassplitter, Kunststoffteile oder Knochensplitter im Produkt befinden. Diese für den Menschen teilweise lebensbedrohlichen sowie unappetitlichen Gegenstände werden in der Qualitätssicherung als Fremdkörper bezeichnet.
Folgende Technologien werden heute mehrheitlich, je nach Anwendungsfall, zur Fremdkörperkontrolle eingesetzt:
- Magnete
- Industrielle Metalldetektoren
- Röntgeninspektionssysteme
- Sortieranlagen

Folgende, unter anderem von Unternehmen des Einzelhandels gegründeten, Institutionen regeln die Fremdkörpererkennung
in der industriellen Lebensmittelherstellung:
- IFS
- BRC

usw.

## Anwendung in der Kfz-Zulieferindustrie
In der Zulieferindustrie der Kraftfahrzeughersteller werden bei der Herstellung von Fahrzeugen Elektronikstecker ebenso Fremdkörper in den Steckern gesucht. Hier handelt es sich in der Regel um metallische Fremdkörper, die beim Spritzgießen der Stecker, verursacht durch einen Werkzeugbruch, im Stecker verbleiben. Dadurch besteht die Gefahr, dass bei der Weiterverarbeitung ein Steckkontakt nicht richtig funktioniert das KFZ durch einen technischen Defekt ausfällt. Imageschaden und teuere Rückrufaktionen sind die Folge. Auch hier greift man auf die Technologie von Metalldetektoren und Röntgenanlagen zurück.